# ヴェイパーウェイヴ
ヴェイパーウェイヴ（またはベイパーウェーブ、蒸気波、英: Vaporwave）は、2010年代初頭にWeb上の音楽コミュニティから生まれた音楽のジャンルである。過去に大量生産されて忘れ去られた人工物や技術への郷愁、消費資本主義や大衆文化、1980年代のヤッピー文化、ニューエイジへの批評や風刺として特徴づけられる。基本的にパソコンとDAWを用いて、素材の加工と切り貼りだけで制作される。あるいはヴェイパーウェイヴの雰囲気を参考にして素材レベルから自作することもある。

## 概要
チルウェイヴやウィッチハウスと同様に、ヴェイパーウェイヴはネット上のコミュニティ（Turntable.fmほか）から誕生した。音楽的には、1980年代から1990年代にかけての大衆音楽、ラウンジ・ミュージック、スムースジャズ、コンテンポラリー・R&Bなどのサンプリングを基本とし、そこからループ、ピッチダウン、チョップド&スクリュードなどエフェクトを重ねていくことによって制作される。この編集により一種独特な音が生まれ、さながら蒸気に包まれるような感覚を与えることからヴェイパーウェイヴと名付けられたとも、もしくはチルウェイヴのパロディのように生まれた経緯からそう呼ばれるようになったとも推測されている。あるいはVaporwareの引用であるともされる。集めた素材を切り貼りする制作手法は現代音楽の1ジャンルであるミュージック・コンクレートと類似する。また、空気感で環境を表現する作品が多く、ある種のアンビエント音楽も兼ねている。現代のヴェイパーウェイヴは多数のサブジャンルに派生し、ジャンル発足当初の精神性に縛られなくなっており、既存素材の切り貼りに頼らず素材レベルで1から自作した作品も現れていることから、サブジャンル間での共通点は殆ど無くなっている。
様式的なアートワークや作品名も、この音楽ジャンルを強く特徴付けている。アートワークは主として、80年代から90年代に流通した製品、旧式コンピュータによるCGやWindowsなど旧式コンピュータそのもの、VHSスチール、カセットテープ、サイバーパンク、古典彫刻など、過去の時代において大量に流通していた要素がモチーフとして用いられた。プロモーション・ビデオは、1980年代から1990年代にかけての深夜のテレビ番組の感覚を、それも安物のブラウン管テレビで映し出したような感覚を再現した物が多い。独自でメロディ構築を行っている作品では、1980年代や1990年代のデジタルなシンセ音を模倣して音作りを行うことが殆どである。
ウェイパーウェイヴはアート、ファッション、グラフィックデザインにも影響を与えている。

## 歴史

### 前史

#### 2010年-2011年: ヴェイパーウェイヴ的な音楽の出現（Eccojamsの出現）
2005年からYouTubeを始めとした動画共有サイトが次々と登場し、世界中から大量の動画がアップロードされたことで、2009年頃には過去に流通した多種多様な動画や音源を視聴することが可能になっていた。その中で、作品性を追求する従来の音楽とは異なるアプローチとして、無価値な音源の継ぎ接ぎのみで無価値な音源を再制作する、という発想が生まれた（音楽のポップアート化）。
ヴェイパーウェイヴという単語が提唱される以前では、骨架的による作品群や、2010年にダニエル・ロパティン（現在ではワンオートリックス・ポイント・ネヴァーとして知られる）が発表した『Chuck Person's Eccojams Vol. 1』と、2011年にジェームズ・フェラーロが発表した『Far Side Virtual』がジャンルの発展を促したとみなされている。
2010年の段階ではまだヴェイパーウェイヴというジャンル名は無く、Eccojamsと呼ばれていた。後にシーンの認知度向上に大きく貢献したVektroidも同様の作品を制作していたが、未だにシーンにおける存在感は無かった。
忘れ去られた過去の引用という意味で、シーンの最初期から、ヴェイパーウェイヴと廃れた物理メディアの繋がりは見出されている。この時代、ネットレーベルのBEER ON THE RUGが初めてカセットテープでヴェイパーウェイヴ作品をリリースし、作品が持つ懐古趣味的な要素を更に強めることに成功した。また、ヴェイパーウェイヴのコンセプトに合致した物理的実体を持たせたことで、ネットとリアルの境界線を曖昧にすることに成功した。以降、同様な試みは拡散して行き、作品を収録する物理メディアの多様化の他に、公式グッズのTシャツやアクセサリなど、ファッションにも応用されて行った。

### ヴェイパーウェイヴの登場
Vektroidによる『Floral Shoppe（フローラルの専門店）』の発表が今日的なヴェイパーウェイヴの発端であると目されている。音楽自体は80年代のR&Bやスムースジャズをサンプリングし、以前よりも聴きやすくまとめられており、アルバムアートワークではショッキングピンクや黄緑と言ったカラフルな中間色を多用し、パースを付けたチェッカーボードで奥行きを持たせ、ヘリオス像をアイコンに用いている。この作品は、ポップにまとめられている点で、2011年のヴェイパーウェイヴのシーンの中でも独創的であり、数多くの追随者を生み出した。
Vektroidはアメリカ合衆国在住の女性トラックメイカーで、ヴェイパーウェイヴと呼ばれるジャンルの認知度向上に対して多大な貢献を行ったアーティストである。彼女は2010年から2013年までに多数の音楽作品をWebサイト上で発表し、完全な意味でこの音楽ジャンルの発端と目されている。彼女は Macintosh Plus, New Dreams Ltd, 情報デスクVIRTUAL など複数の名義を使用し、企業を模した自主ネットレーベルであるNew Dreams Ltd.を立ち上げた後に作品を公開、各種SNSを駆使した広報活動を行った。このような広報戦略の採用によって、リスナーに対してあたかもそういった音楽が同時多発的に制作されているように見せかけることに成功した。中でも2011年に発表されたMacintosh Plus名義のアルバム『Floral Shoppe』はヴェイパーウェイヴを代表する作品として知られ、多数のリミックス作品も作られている。彼女や同じく草分け的存在であるInternet Clubの知名度が高まるにつれ、同様の作品を制作するフォロワーも現れることになった。ヴェイパーウェイヴはその後、BandcampやSoundCloud、4chan などを通じて拡散されていった。
支離滅裂な日本語の羅列の多用もあって、日本でも2012年9月頃から異質な音楽ジャンルとして認知され始め、音楽メディアのele-king や音楽ブログのHi-Hi-Whoopee、ライターの国分純平のブログなどのサイトで特集された。
シーンが盛り上がって行くに連れ、大量消費に対する皮肉というヴェイパーウェイヴの本来の意義は薄れて行った。

### サブジャンルの登場・音楽以外の分野への影響
後続のアーティストやレーベルが現れる中、2012年末にSAINT PEPSIが発表した『EMPIRE BUILDING』や『Hit Vibes』などのディスコ・ファンクに傾倒した作品は衝撃を呼び、フューチャーファンク・ヴェイパーブギといったサブジャンルへと派生することになった。また、2013年1月から『#SPF420FEST』と題してネット上でヴェイパーウェイヴの音楽フェスが行われている。
このうち、フューチャーファンクは、日本の80年代シティ・ポップを主なサンプリングネタとしており、日本の80年代シティ・ポップが海外で評価される下地を作った。2020年代に至るも、フューチャーファンク及びシティ・ポップの人気は海外において高まっており、一過性のブームを越えて定着する可能性がある。シティ・ポップブームの牽引役となりメジャーシーンでも人気となったNight Tempoも2015年からフューチャーファンクで活動を開始している。
また、ヴェイパーウェイヴのジャンルのミュージシャンの一人である猫シCorp.により、ショッピングモールをモチーフとしたモールソフト（Mall Soft）というサブジャンルも作られた。
さらに、ヴェイパーウェイヴは音楽以外の分野にも影響を及ぼし、たとえば2018年に配信開始された『スプラトゥーン2』の有料追加コンテンツ「オクト・エキスパンション」においては、ヴェイパーウェイヴがモチーフとして取り入れられている。
音楽に留まらず、デザインの方法論として世界に広く普及し、先鋭的な感覚を持つ者の間では細く長い人気を示している。

## 解釈
音楽ライターのアダム・ハーパーは、ヴェイパーウェイヴについて「皮肉的に、諷刺的にもしくは真に加速主義 (Accelerationism)」の様なジャンルだと言及した。また彼は、ヴェイパーウェイヴという名前自体が、開発が告知されたが実際には製造されなかったものを指すヴェイパーウェアと、資本主義のもとに容赦なく昇華された本能的精神エネルギーについての知識の両方に頷けられる言葉だと記した。
情報デスクVIRTUAL（Vektroidの別名義）は自身のアルバム『札幌コンテンポラリー』について、国際交流の新たな可能性をちょっとだけ垣間見えるアルバムであり、1995年ごろのe-Asiaのアメリカによる高文脈化のパロディだと述べた。シチュアシオニスト・インターナショナルから着想した別のアーティストは、資本主義のごまかしを明らかにしようとする試みを込めた商業音楽の解体であると彼女の仕事を説明した。

## 作品カタログ
このジャンルにおける作品のカタログは下記URLを参照

### Vaporwave Essentials Guide: Ultra Edition
代表作がまとめられたサイトである。2014年に作成されており、カタログとしては既に古い情報となっている。下記サイトでhttp://www.pictureshack.us/images/97480_Untitled-8_copy.jpgを開くと5MBの画像1枚に作品一覧がまとめられている事が確認できる。
https://vaporwaveultra.tumblr.com/post/94077486425/vaporwave-essentials-guide-ultra-edition

### Vaporwave Essentials Nu Edition
情報が古くなってしまったVaporwave Essentials Guide: Ultra Editionの更新版として作られた。2814の代表作である『新しい日の誕生』なども含んでいる。
https://nuvaporwave.neocities.org/index.html

### Essential Vaporwave
2016年までの作品をジャンル毎に網羅している。
https://essential-vaporwave.herokuapp.com/

### ユリイカ 2019年12月号 特集=Vaporwave
2019年11月28日に日本で青土社から刊行。『―Oneohtrix Point Never、Vektroidから猫 シ Corp.、ESPRIT 空想、2814まで…WEBを回遊する音楽―』との副題が付けられている。カタログではないが、殆どのページがVaporwaveの解説となっており、各作品の背景が詳細に把握できる内容となっている。

### 新蒸気波要点ガイド (ヴェイパーウェイヴ・アーカイブス2009-2019)
2019年12月6日に日本で正式な書籍として発売された作品カタログ。2017年7月12日に世界初のVaporwaveカタログ本として自主制作で少部数が発行されたのみで稀少品となった「蒸気波要点ガイド」というZINE（日本で言う所の同人誌）の増補再発版である。

## 主要アーティスト
Web上への作品アップロード以外に情報公開を行わない傾向が強く、実態が明らかでないアーティストも多い。
- 2814（英語版） - 米Rolling Stone誌の新人アーティスト特集（2015年11月）において取り上げられた[39]。
- Blank Banshee
- Based Frequency
- BETA HI-FI
- CYBEREALITYライフ
- Dan Mason
- death’s dynamic shroud.wmv
- Golden Living Room
- Hong Kong Express
- Infinity Frequencies - Future Frequencies, Local News 等の別名あり。
- Internet Club - 別名としてwakesleep, datavis, Datavision Ltd., ecco unlimited, ░▒▓新しいデラックスライフ▓▒░、monument XIII, memorex dawn, SunCoast Web Series 等がある。
- Luxury Elite - ヴェイパーウェイヴ専門レーベル「Fortune 500」の運営者でもある。
- Lindsheaven Virtual Plaza
- Macroblank
- Neon City Records
- Nmesh
- Rukunetsu
- SAINT PEPSI（英語版）
- SPACE MAGIC スペースマジック
- telepath テレパシー能力者
- Vaporgen
- Vektroid - Macintosh Plus, 情報デスクVIRTUAL, Laserdisc Visions, esc 不在、fuji grid tv, Sacred Tapestry 等の別名あり。
- Venture X
- VAPERROR
- XWaves
- 骨架的 - ヴェイパーウェイヴという言葉が生まれる以前から類似の作品を発表している。
- 猫 シ Corp.
- マクロスMACROS 82-99
- yung bae
- Night Tempo
- ミカヅキBIGWAVE
- MARIマリくん
- Macintosh Plus